# Борса
Борсата е (на нидерландски: beurs; на немски: Börse; на френски: bourse; на италиански: bórsa; на испански: bolsa; на английски: exchange) е високоорганизиран пазар на стоки, валута, ценни книжа, услуги и финансови деривати. Търговията се води със стандартни договори, известни и като контракти (на английски: contracts), или партиди (лотове, lots) с размер, регламентиран от нормативните документи на борсата.

## Описание
Това е организация, чиято цел е да урежда и регулира редовни (повтарящи се в къси периоди от време) събирания на търговци заедно за сключване на сделки със стоки или ценности, които не са налице (по това се различава от тържищата, където стоките са налице).
Това събиране се осъществява на определено място и в определени часове, като преди компютризацията договарянето на сделките е ставало устно. В днешно време търговете протичат в електронна форма и за това се използва специализиран софтуер. Брокерите правят заявки за покупка или продажба на ценни книжа, валута или стоки. Тези заявки се удовлетворяват от насрещни заявки на други брокери. Борсата води отчет на изпълнените сделки, организира и гарантира разплащането (клиринг), осигурява механизма за взаимодействие (Delivery Versus Payment).
Обикновено борсите получават комисиони от всяка сключена сделка и това е основният им източник на приходи. Други източници на приходи са членски внос, такси за достъп до търгове, продажба на борсова информация и др.

## История
Борсите възникват в периода XIII-XV век и водят началото си от панаирите във Венеция, Генуа, Флоренция, Шампан, Брюге. В Брюге, Фландрия търговете се провеждали на площада, на който се намирала странноприемница, Huis ter Beurze, на чийто герб били изрисувани три кожени кесии. Събиранията на търговците на площада получили наименованието Borsa, което означава кесия. Именно там, на територията на днешна Белгия, е основана и първата борса.
Според Норт първата борса е създадена в Антверпен през 1531 г., а след нея следват борсите в Хамбург (1558), Кьолн (1566), Лион и Тулуза (1546) и 20 години по-късно – в Руан.

## Функции
- предоставяне на място за търговия (място за среща на купувачи и продавачи);
- организация на борсови търгове;
- установяване на правила за търговия, в това число и на стандарти за стоките, реализирани на борсата;
- разработка на типови договори;
- котировка;
- разрешаване на спорове – арбитраж (финанси);
- информационна дейност;
- предоставяне на определени гаранции за изпълнение на задълженията от участниците в търгове.

## Видове
Видове борси, регламентирани от закона:
- стокова борса – за суровини и стоки;
- фондова борса – за ценни книги (акции, облигации, бонове, държавни ценни книжа);
- фючърсна борса – за финансови деривати;
- валутна борса – за валути.

В разширен смисъл понятието се използва и за други организирани и неорганизирани пазари, които не са регламентирани от закона и в най-добрия случай са по-близки до понятието тържище. Примери за такава употреба са:
- фрахтова борса – за търговия с фрахтове (превози);
- борса на ставки – за търговия със ставки на залагания;
- трудова борса – твърде фигуративно (фактически неорганизиран пазар), за търговия с работна сила.